# Miltiades den äldre
Miltiades den äldre, död cirka 524 f.Kr., var en atensk politiker. Han tillhörde en mycket rik familj och sägs ha opponerat mot tyrannen Peisistratus och därefter lämnat Aten omkring 550 f.kr. för att grunda en koloni i thrakiska Chersonesos (på nuvarande Gallipolihalvön). Han var även styvfarbror till Miltiades d.y.